# Сагабуйен
Сагабуйен (каз. Сағабүйен) — село в Аксуском районе Жетысуской области Казахстана. Административный центр Карашиликского сельского округа. Код КАТО — 193259100.

## География
Стоит на левом берегу реки Буйен (Биен).

## История
В караханидскую эпоху, в XII—XIII веках на территории современного села было поселение, ныне городище.

## Население
В 1999 году население села составляло 1096 человек (560 мужчин и 536 женщин). По данным переписи 2009 года в селе проживал 901 человек (435 мужчин и 466 женщин).

## Транспорт
В древности через местность проходил участок Великого Шелкового Пути.